# ISO 19136
ISO 19136 ist eine Norm aus der Familie der ISO-Normen für Geoinformationen (ISO 191xx). Sie entstand durch Zusammenführung der Festlegungen des Open Geospatial Consortiums zur Geography Markup Language (GML) mit den ISO-191xx-Normen. Sie liegt seit September 2009 auch als deutsche DIN EN ISO 19136 vor.
Während frühere Versionen von GML nicht ISO-konform waren (GML 1, GML 2) wird mit GML Version 3.2.1 die vollständige Herstellung der ISO-Konformität bewirkt. Das bedeutet insbesondere, dass GML nunmehr auch eine Implementierung von ISO 19107 darstellt.
Der Kodierungsprozess selbst (wie gehe ich vor, um strukturierte Geoinformationen in einer XML-Datei darzustellen?) entspricht dabei der Norm ISO 19118 – Encoding. Daneben sind unter anderem folgende weitere ISO-Normen berücksichtigt:
- ISO 19103 – Conceptual Schema Language (units of measure, basic types),
- ISO 19108 – Temporal schema (temporal geometry and topology objects, temporal reference systems),
- ISO 19109 – Rules for application schemas (features),
- ISO 19111 – Spatial referencing by coordinates (coordinate reference systems),
- ISO 19123 – Coverages.